# Френски език
Френският език (français или française) е трети сред романските езици по отношение на броя на хората, които го говорят като роден език, след испанския и португалския. Френският е майчин език на 109 милиона души, а на други 264 милиона е втори език. Официален език е на Франция и още 28 страни. Говори се в Канада, Белгия, Швейцария, Люксембург, Монако, Ливан, Алжир, Тунис и други. Той е както официален, така и административен език на много общности и международни организации като Европейския съюз, Международния олимпийски комитет, Организацията на обединените нации и други.

## Географско разпространение

### Европа
Франция
Франция е страната с най-голям брой френскоговорещи. Езикът е официален в страната и е майчиният език на над 90% от жителите (около 60 милиона души).
Белгия
В Белгия френският е един от трите официални езика на федерално ниво (наред с нидерландския и немския). Той е и официалният език на региона Валония, както и един от двата официални езика на Брюксел - Столичен регион (заедно с нидерландския), където е говорен от мнозинството от населението, макар и невинаги като майчин език. Общо в страната френският е роден език на около 40% от населението (около 4,3 милиона души), а други 35% от жителите го говорят като втори език.
Швейцария
В Швейцария френският е един от четирите официални езика (наред с немския, италианския и ретороманския) и е роден за около 20% от жителите (около 1,5 милиона души), главно в западната част на страната.
Люксембург
В Люксембург френският е един от трите официални езика (заедно с немския и люксембургския, който е и национален език). На френски се води голяма част от обучението след основното образование. На френски са и официалните версии на нормативните актове.
Монако
Въпреки че традиционният език в Монако е диалект на лигурския, той днес се говори от едва 16% от населението. Най-разпространеният език е френският, който е и единственият официален език в страната. В допълнение към това около 47% от жителите на Монако са френски граждани.
Италия
Френският е официален език, наред с италианския, в региона Вале д'Аоста в северозападната част на Италия.
Великобритания и Англо-нормандските острови
Френският е официален език, заедно с английския, на британските острови Джърси и Гърнси, където се използва главно за административни и церемониални цели. Във Великобритания живеят и около 300 хиляди французи, а френски в някаква степен разбират около 23% от жителите на страната.
Андора
В Андора френският език няма официален статут (официален език е каталонският), но образованието в училищата се води на френски или испански, по избор на родителите. 7% от жителите са френски граждани.

### Америка
Един от двата официални езици в Канада, заедно с английския. Френският език е единствен официален език в канадската провинция Квебек.

### Африка
Френският е официален език в Мали, Мавритания и Гвинея.

### Азия
Макар и неофициален, френският език е най-популярният втори език в Ливан като резултат от това, че страната е била френски протекторат.

### Океания
Френският език е официален в тихоокеанската островна държава Вануату, където около 45% от населението говори френски. В отвъдморското владение на Франция – Нова Каледония, 97% от населението говори, чете и пише на френски и едва 1% не владее езика. Във Френска Полинезия 95% от жителите владеят напълно френски език, а делът на населението без познания по френски е 2%. Във френското владение Уолис и Футуна 17% от населението не владее френски, а 78% могат да четат, говорят и пишат на френски език.

### Страни
- Франция
- Белгия
- Бенин
- Буркина Фасо
- Бурунди
- Вануату
- Габон
- Гвинея
- Джибути
- Екваториална Гвинея
- Камерун
- Канада
- Коморски острови
- Република Конго
- ДР Конго
- Кот д'Ивоар
- Люксембург
- Мадагаскар
- Мали
- Монако
- Нигер
- Руанда
- Сенегал
- Сейшели
- Того
- Хаити
- Централноафриканска република
- Чад
- Швейцария

## История
Френският е романски език, който се е развил от гало-романските диалекти, говорени в Северна Франция. Известно е, че от 3. век насам в Западна Европа нахлуват германски племена и някои от тях се установяват в Галия. За историята на френския език най-важни са франките, алеманите, бургундите и вестготите. Тези германско-говорещи групи са оказали дълбоко влияние върху говоримия латински език в техните региони, променяйки неговото произношение и синтаксис. Те също така въвеждат и нови думи. Спорно е до каква степен в съвременния френски се употребяват думи, произлизащи от германски езици – дали те са само 400 или 2% от днешния френски. Голяма част от тях са думи или изрази, свързани със социалната структура на обществото, или са военни термини. Името на самия език français идва от германското Frank (свободен човек).
Съвременните езиковеди разделят езиците, говорени в Средновековна Франция, на 3 географски групи. Двете основни групи са langue d'oïl и langue d'oc (окситански език), в третата е franco-provençal (франко-провансалски език), в която са представени характеристики, общи за другите 2 групи, но не принадлежащи към нито една от тях. Романската езикова група в Северна Франция е тази на langue d'oïl – езиците, които използват oïl (в съвременния френски oui) за „да“. Тези езици са повлияни от германския език, говорен от франкските нашественици. Впоследствие френският език се е развил или от langue d'oïl, разпространен в района на Париж, или от стандартния административен език, основан върху общи характеристики, открити във всички langues d'oïl. Оïl произлиза от латинското hoc ille („това е“). Langue d'oc – езиците, които използват oc за „да“, е езикова група в Южна Франция и Северна Испания.
В съвременния френски се използват 2 думи за „да“ – oui и si. Si се употребява при противоречие на отрицателни твърдения и при отговор на отрицателни въпроси, произлиза от латинското sic („така“).

## Фонология

### Гласни звукове
Съвременният френски език разполага с 13 устнени гласни и 4 носови гласни.
|               |            | Предни | Предни | Средни | Задни |
| незакръглени  | закръглени |        |        | Средни | Задни |
| ------------- | ---------- | ------ | ------ | ------ | ----- |
| Затворени     | Устнени    | i      | y      |        | u     |
| Полузатворени | Устнени    | e      | ø      | ə      | o     |
| Полуотворени  | Устнени    | ɛ (ɛː) | œ      | ə      | ɔ     |
| Полуотворени  | Носови     | ɛ̃      | (œ̃)    |        | ɔ̃     |
| Отворени      | Носови     |        |        |        | ɑ̃     |
| Отворени      | Устнени    | a      | a      | a      | (ɑ)   |

## Правопис и правоговор
За френския език е ярко изразена особеност, че правописът се различава коренно от произношението. Причината е, че е запазен историческият правопис, следвайки своя логически развой, но буквените съчетания се прочитат по нов начин. В съвременния книжовен френски език има редица такива буквени съчетания, които съответстват на определени звуци или звукови съчетания.
Широка е употребата на острото ударение (é), слабото ударение (è), лястовичка, известна и като циркумфлекс (ê), и надбуквено двоеточие, наричано трема (ë).

### Правопис на гласните звукове
Гласните звукове може да бъдат предадени от една буква или от буквени съчетания, наречени дифтонги.

#### Предаване на /u/
- Чрез буквеното съчетание ou, което има своите равносилни в гръцкия език – ου, в старобългарския – ѹ, и други. Например в глагола ouvrir /u.vʁiʁ/ и предлога sous /su/.
- Чрез буквеното съчетание oû, при което имаме u с лястовичка вместо обикновеното u. Например в думата goût /ɡu/, която след правописната реформа от 1990 г. се изписва просто gout.

#### Предаване на /o/
- Чрез трибуквието eau, което е наследено от латинските наставки -ellus и -ellum, употребявани за образуване на умалителни имена. Например в думата chateau IPA: /ʃɑ.to/. От латинската castrum се развива умалителното castellum, от което е старофренската chastel IPA: /tʃasˈtɛl/, от което са среднофренските chasteau и chastel.
- Чрез двубуквието au в думи като haut – IPA: /o/, /ho/, и augure – IPA: /o.ɡyʁ/.
- Чрез буквите o или ô („о“ с лястовичка“) в tôt, cône, mot, gros, chose, oser например. Буквата ô се използва за означаване на гласна o, която е предхождала съгласна, която впоследствие е отстранена поради нейното обеззвучаване. Това най-ясно се вижда, като се сравнят думи във френския с техните родственици в норманския френски и английския език: hôpital и hospital, hôtel и hostel.

#### Предаване на /wa/
- Чрез съчетанието oi в думи като: toi, voici.

### Правопис на съгласните звукове
- Ch се чете като ш, например: chateau – шато. X в края на думи, особено при образуване на множествено число, се чете като з или с, например: chateaux – шато, dix – дис.
- „En“ в началото на думите се чете като носовката ɔ̃.[9]

### Предаване на /ɲ/
- Чрез съчетанието gn в думи като gagner IPA: /ɡa.ɲe/ и magnifique IPA: /ma.ɲi.fik/. Говорещите български биха произнесли приблизително „гане“ и „манифик“, но по-правилно би било „ганье“ и „маньификь“.

## Примерно произношение
Une place, à Séville. – À droite, la porte de la manufacture de tabac.
[Yn plas a se.vij. A dʁwat, lə pɔʁt də la ma.ny.fak.tyʁ də ta.ba.]
[Юн плас а Севий. А друат, ля порт дьо ля манюфактюр дьо таба]

## Френска граматика
Този раздел се отнася за граматиката на френския книжовен език. За всички френски диалекти виж съответните статии.

### Съществителни имена
Във френския език има два граматически рода: мъжки и женски. Определителният член е предпоставен – le за м.р. ед.ч. и la за ж.р. ед.ч., а les e за двата рода в мн.ч. Съществителните имена не се скланят по други признаци, освен род и число, т.е. няма падежи. За разлика от тях обаче, местоименията имат и падежно склонение.

### Числителни имена
Бройната система във френския език е частично двадесетична, защото числата от 60 до 99 се изразяват въз основа на числото 20.
| Френско числително бройно име | МЗА                     | Превод на български | Френско числително редно име | Превод на български             |
| ----------------------------- | ----------------------- | ------------------- | ---------------------------- | ------------------------------- |
| un; une                       | /ɛ̃/; /yn/               | един, едно; една    | premier; première            | пръв, първи, първо; първа       |
| deux                          | /dø/                    | два(ма), две        | deuxième; second; seconde    | втори, -о, -а; втори, -о; втора |
| trois                         | /tʁwɑ/, /tʁwa/          | три(ма)             | troisième; tiers; tierce     | трети, -о, -а; трети, -о; трета |
| quatre                        | /katʁ/, /ka.tʁə/, /kat/ | четири(ма), четири  | quatrième                    | четвърти, -о, -а                |
| cinq                          | /sɛ̃k/, /sɛ̃/             | пет(има)            | cinquième                    | пети, -о, -а                    |
| six                           | /sis/, /si.z‿/          | шест(има)           | sixième                      | шести, -о, -а                   |
| sept                          | /sɛt/                   | седем, седмина      | septième                     | седми, -о, -а                   |
| huit                          | /ɥit/                   | осем, осмина        | huitième                     | осми, -о, -а                    |
| neuf                          | /nœf/                   | девет(има)          | neuvième                     | девети, -о, -а                  |
| dix                           | /dis/                   | десет(има)          | dixième                      | десети, -о, -а                  |
| onze                          | /ɔ̃z/                    | единадесет(има)     | onzième                      | единадесети, -о, -а             |
| douze                         | /duz/                   | даванадесет(има)    | douzième                     | дванадесети, -о, -а             |
| treize                        | /tʁɛz/                  | тринадесет(има)     | treizième                    | тринадесети, -о, -а             |
| quatorze                      | /ka.tɔʁz/               | четиринадесет(има)  | quatorzième                  | четиринадесети, -о, -а          |
| quinze                        | /kɛ̃z/                   | петнадесет(има)     | quinzième                    | петнадесети, -о, -а             |
| seize                         | /sɛz/                   | шестнадесет(има)    | seizième                     | шестнадесети, -о, -а            |
| dix-sept                      | /di.sɛt/, /dis.sɛt/     | седемнадесет(има)   | dix-septième                 | седемнадесети, -о, -а           |
| dix-huit                      | /di.zɥit/               | осемнадесет(има)    | dix-huitième                 | осемнадесети, -о, -а            |
| dix-neuf                      | /diz.nœf/               | деветнадесет(има)   | dix-neuvième                 | деветнадесети, -о, -а           |
| vingt                         | /vɛ̃/                    | двадесет(има)       | vingtième                    | двадесети, -о, -а               |

### Местоимения

#### Лични местоимения
| Лични местоимения    | Лични местоимения    | Лични местоимения    | Лични местоимения | Лични местоимения | Лични местоимения  | Лични местоимения (емфатични) |
| -------------------- | -------------------- | -------------------- | ----------------- | ----------------- | ------------------ | ----------------------------- |
| Служба в изречението | Служба в изречението | Служба в изречението | Подлог            | Пряко допълнение  | Непряко допълнение | Подлог/пряко допълнение       |
| Падеж                | Падеж                | Падеж                | Именителен        | Винителен         | Дателен            | Именителен/Винителен          |
| Единствено число     | 1 л.                 | 1 л.                 | je (j')           | me (m')           | me (m')            | moi                           |
| Единствено число     | 2 л.                 | 2 л.                 | tu                | te (t')           | te (t')            | toi                           |
| Единствено число     | 3 л.                 | м.р.                 | il                | le                | lui                | lui                           |
| Единствено число     | 3 л.                 | ж.р.                 | elle              | la                | lui                | elle                          |
| Единствено число     | 3 л.                 | ---                  | on                | ---               | ---                | soi                           |
| Множествено число    | 1 л.                 | 1 л.                 | nous              | nous              | nous               | nous                          |
| Множествено число    | 2 л.                 | 2 л.                 | vous              | vous              | vous               | vous                          |
| Множествено число    | 3 л.                 | м.р.                 | ils               | les               | leur               | eux                           |
| Множествено число    | 3 л.                 | ж.р.                 | elles             | les               | leur               | elles                         |
| Множествено число    | 3 л.                 | ---                  | ons               | ---               | ---                | soi                           |

#### Показателни местоимения
Съгласуват се по род и число със съществителното или прилагателното име, което поясняват.
| Число             | Род  | За близки предмети/лица | Превод | Етимология                                                  | За далечни предмети/лица | Превод | Етимология                                                  |
| ----------------- | ---- | ----------------------- | ------ | ----------------------------------------------------------- | ------------------------ | ------ | ----------------------------------------------------------- |
| Единствено число  | м.р. | celui-ci                | този   | От celui = ici + lui, „тук“ + „него“, и ci – „тук“          | celui-là                 | онзи   | От celui = ici + lui, „тук“ + „него“, и là – „там“          |
| Единствено число  | ж.р. | celle-ci                | тази   | От celle = ici + elle, „тук“ + „нея“, и ci – „тук“          | celle-là                 | онази  | От celle = ici + elle, „тук“ + „нея“, и là – „там“          |
| Множествено число | м.р. | ceux-ci                 | тези   | От ceux = ici + eux, „тук“ + „тях мъжете“, и ci – „тук“     | ceux-là                  | онези  | От ceux = ici + eux, „тук“ + „тях мъжете“, и là – „там“     |
| Множествено число | ж.р. | celles-ci               | тези   | От celles = ici + elles, „тук“ + „тях жените“, и ci – „тук“ | celles-là                | онези  | От celles = ici + elles, „тук“ + „тях жените“, и là – „там“ |

### Глаголи
Глаголите във френския книжовен език се спрягат по следните признаци: наклонение (изявително, повелително, подчинително, условно, неопределително, причастия и отглаголно съществително); време (сегашно, минало, бъдеще, като не всички времена могат да се съчетават с всички наклонения); вид (свършен и несвършен); залог (деятелен, старадателен и възвратен); род (мъжки и женски); число (единствено и множествено).
Могат да се обособят три спрежения, като при първото и второто коренът на глагола е един, а спрягането става чрез добавяне на наставки, които в много голяма степен запазват постоянство, докато при третото спрежение коренът на глагола търпи промени преди да приеме наставките. Например при глаголите parler и finir е лесно да се обособи коренът – съответно parl- и fin-. Но при boire коренът приема следните форми: boi-, boiv-, bu- и buv-.

#### Неопределително наклонение (infinitif)
Това е безлична глаголна форма, която изразява действието по същество без да определя подлога, рода му, числото му и т.н. Например parler – да говоря. Глаголите могат да окончават на -er, -ir или -re. Това е формата, която се използва за представяне в речниците.
Глаголите в неопределителното наклонение участват в редица конструкции. Например съчетанието на спрегнатия aller (отивам) и глагол в неопределително наклонение служи да се изрази бъдещо действие, което се очаква да се случи почти незабавно във времето (le futur proche). Elle va manger. Тя тъкмо отива да яде.

#### Изявително наклонение (indicatif)

##### Сегашно време (présent indicatif)
На основа на окончанията на глаголите в неопределителното наклонение се обособяват три спрегателни парадигми и една група от неправилни глаголи, които не следват правилата.
Глаголите от I вид окончават на -er, а те представляват близо 90% от всички, от II вид – на -ir, които са около 5%, и от III вид – на -re, които представляват оставащите 5%.
| Лице            | Единствено число | Лице               | Множествено число |
| --------------- | ---------------- | ------------------ | ----------------- |
| 1. je           | mang + e         | 1. nous            | mang + e + ons    |
| 2. tu           | mang + es        | 2. vous            | mang + ez         |
| 3. il, elle, on | mang + e         | 3. ils, elles, ons | mang + ent        |

| Лице            | Единствено число | Лице               | Множествено число |
| --------------- | ---------------- | ------------------ | ----------------- |
| 1. je           | fin + is         | 1. nous            | fin + issons      |
| 2. tu           | fin + is         | 2. vous            | fin + issez       |
| 3. il, elle, on | fin + it         | 3. ils, elles, ons | fin + issent      |

| Лице            | Единствено число | Лице               | Множествено число |
| --------------- | ---------------- | ------------------ | ----------------- |
| 1. je           | vend + s         | 1. nous            | vend + ons        |
| 2. tu           | vend + s         | 2. vous            | vend + ez         |
| 3. il, elle, on | vend             | 3. ils, elles, ons | vend + ent        |

##### Минало просто време (passé simple[26]de l'indicatif)
Употребата му е предимно книжовна, най-вече когато трябва да се предаде разказ за минали събития. В разговорния френски език значенията на миналото просто и миналото сложно време са се изравнили. Когато се употребява, това е за напълно завършили в миналото действия с последици, които са налице още в миналото.

#### Повелително наклонение (impératif)
Глаголите мога да получават повелително наклонение само във връзка с 2 л. ед.ч., 1 и 2 л. мн.ч.
За 2 л. ед.ч. това е формата в сегашното изявително наклонение без s накрая: например mange – „яж“ (ти), а за мн.ч. формите напълно съвпадат: mangeons – „да ядем, нека ядем“, и mangez – „яжте“ (вие).
Съществуват и глаголи, които не се придържат към горното правило, и извеждат повелителните си форми от подчинителното наклонение. Такъв е глаголът être, чиито форми са съответно sois, soyez и soyons.

#### Подчинително наклонение (subjonctif)
Подчинителното наклонение се използва, когато в едно изречение има повече от едни подлог. Ако кажем Nous voulons être heureux., сиреч Ние искаме да сме щастливи., единственият подлог е nous – ние. Обърнете внимание, че сказуемото е в своето неопределително наклонение – être.
Ако обаче вместо горното кажем Nous voulons qu’elle soit heureuse., сиреч Ние искаме тя да бъде щастлива., то тогава глаголът съм е в своето подчинително наклонение – soit. Този глагол е неправилен, а спрежението му в подчинителното наклонение е дадено по-долу.
| Лице            | Единствено число | Лице               | Множествено число |
| --------------- | ---------------- | ------------------ | ----------------- |
| 1. je           | soi + s          | 1. nous            | soy + ons         |
| 2. tu           | soi + s          | 2. vous            | soy + ez          |
| 3. il, elle, on | soi + t          | 3. ils, elles, ons | soi + ent         |